# First flush
First Flush er en dansk musikgruppe dannet 2011. First Flush består af Jonathan Carstensen, Alexander Weile, Jeppe Bille Davidsen, Peter Bruhn og Mads Rubin. Genremæssigt spiller de pop og rock.